# Évron
Évron es una comuna nueva francesa situada en el departamento de Mayenne, de la región de Países del Loira.

## Historia
Fue creada el 1 de enero de 2019, en aplicación de una resolución del prefecto de Mayenne de 14 de noviembre de 2018 con la unión de las comunas de Châtres-la-Forêt, Évron y Saint-Christophe-du-Luat, pasando a estar el ayuntamiento en la antigua comuna de Évron.

## Demografía
Según los datos aportados en la resolución del prefecto de Mayenne, la comuna se crea con 9077 habitantes.

## Composición
| Comuna fusionada         | Código INSEE | Población (2016) | Superficie (km²) | Densidad (hab./km²) |
| ------------------------ | ------------ | ---------------- | ---------------- | ------------------- |
| Châtres-la-Forêt         | 53065        | 784              | 13.6             | 58                  |
| Évron                    | 53097        | 7048 (2018)      | 35.52            | 198                 |
| Saint-Christophe-du-Luat | 53207        | 773              | 19.12            | 40                  |